# Anaxandro
Anaxandro (em grego Ανάξανδρος, transl. Anáxandros) foi rei da cidade-Estado grega de Esparta de 640 a.C. até 615 a.C. ano da sua morte, pertenceu à Dinastia Ágida.
Sucedeu a seu pai Eurícrates e foi sucedido por seu filho Euricrátides.
Durante seu reino os messênios se revoltaram contra Esparta, resistiram por algum tempo, mas finalmente foram derrotados. Aqueles que não se exilaram foram escravizados pelos lacedemônios, exceto os messênios das cidades costais.